# Oniferi
Oniferi (sardinsky: Onièri) je italská obec (comune) v provincii Nuoro v regionu Sardinie. Nachází se ve výšce 478 metrů nad mořem a má 859 obyvatel. Rozloha obce je 35,67 km².